# Dytiatyn
Dytiatyn – wieś na Ukrainie, w obwodzie iwanofrankiwskim, w rejonie halickim. 

## Historia
Pierwsza wzmianka pochodzi z aktu króla Władysława Jagiełły z 1424  r., który nadał wieś arcybiskupom lwowskim. Prawa miejsce otrzymała ona w 1430 r. Jednak utraciła je w II połowie XVII w. 
Przed II wojną światową położona w gminie Konkolniki w powiecie rohatyńskim województwa stanisławowskiego II Rzeczypospolitej. W 1931 r. wieś liczyła 1117 mieszkańców, w tym 325 Polaków. Przeważali Ukraińcy. Znajdowała się tu szkoła 4-klasowa oraz klasztor sióstr służebniczek starowiejskich, zbudowany w 1922 r., i kaplica pw. św. Teresy od Dzieciątka Jezus, wzniesiona w latach 1927–1930. Nacjonaliści ukraińscy z UPA w 1944 r. zamordowali 85 Polaków.

## Bitwa w 1920 r.

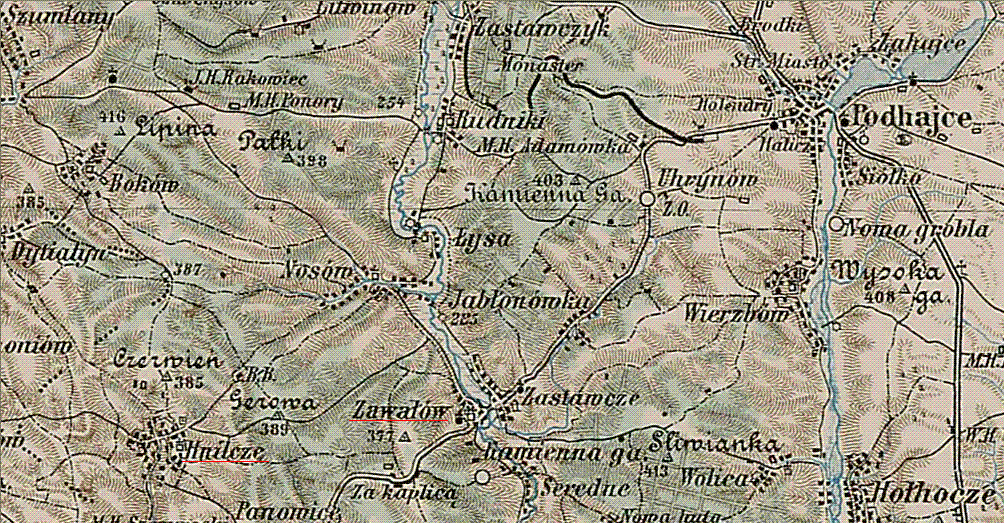
Dytiatyn na austro-węgierskiej mapie sztabowej, 1910 rok

16 września 1920 roku Dytiatyn stał się polem bitwy w wojnie polsko-bolszewickiej, zwanej Polskimi Termopilami.
Walkę z oddziałami 8 Dywizji Kozaków stoczył III batalion 13 pułku piechoty i 4 bateria 1 Pułku Artylerii Górskiej pod dowództwem kpt. Adama Zająca. W trwającym 6 godzin starciu z 200-osobowego batalionu 97 żołnierzy poległo, a 86 zostało rannych. Zginęła cała obsługa baterii – dowódca, dwóch oficerów (por. Władysław Świebodzki i por. Franciszek Wątroba) oraz około 50 podoficerów i kanonierów. Dowódca 8 Dywizji Piechoty, płk Stanisław Burhardt-Bukacki, w rozkazie Nr 121/20 napisał „na dowód też uznania tego męstwa i poświęcenia przedstawiono baterię 4-ą 1-go pułku artylerii górskiej, jako „baterię śmierci” do Krzyża Virtuti Militari.”
Bitwa pod Dytiatynem była jednym z miejsc losowania szczątków umieszczonych w Grobie Nieznanego Żołnierza w Warszawie. Została też uwieczniona na jednej z płyt Grobu. Bitwę czterokrotnie namalował Jerzy Kossak i raz Wojciech Kossak. Tryptyk Jerzego Kossaka przedstawiający zagładę baterii zdobił salę Departamentu Artylerii Ministerstwa Spraw Wojskowych, zaś obraz przedstawiający bój piechoty salę balową kasyna oficerskiego w koszarach 13 pp w Pułtusku. Wszystkie obrazy zaginęły podczas II wojny światowej.
W miejscu pochówku żołnierzy w czasach II RP wybudowano kościół nagrobny. W każdą rocznicę bitwy odbywały się tam uroczystości państwowe. Jednak gdy po 1945 roku Dytiatyn znalazł się na terytorium Związku Radzieckiego, miejsce popadło w zapomnienie, a w 1947 roku kościół został zburzony. Pomimo represji władz komunistycznych krzyż pamiątkowy pozostał na miejscu do 1986 roku, a miejsce po dawnym cmentarzu nigdy nie zostało zaorane przez miejscową ludność ukraińską. Dopiero w 1986 r. krzyż został ścięty przez zwiezionych na miejsce więźniów kryminalnych i wrzucony za parkan cerkwi w Dytiatynie. Tam znajduje się na placu przed świątynią do dziś.
Nowy krzyż w miejscu bitwy postawiono po odzyskaniu niepodległości przez Ukrainę w 1991 roku. Cmentarz wojenny odbudowano na początku lat 2000. z budżetu polskiego Ministerstwa Kultury i Dziedzictwa Narodowego. Uroczystego ponownego otwarcia cmentarza dokonano w 95. rocznicę bitwy, 16 września 2015 roku. Od tej pory wraca się do tradycji corocznych obchodów w miejscu bitwy.

## Galeria

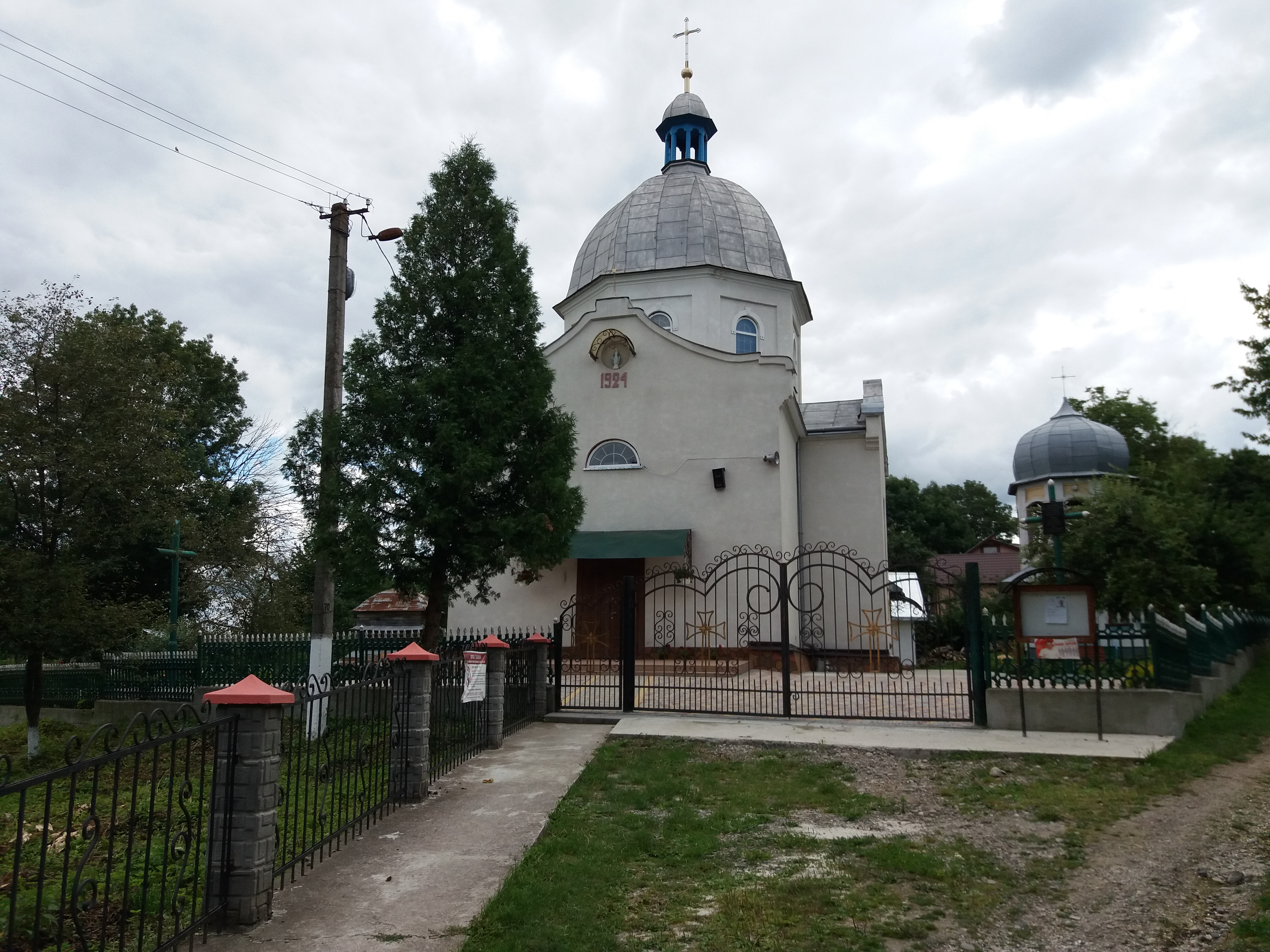
Greckokatolicka cerkiew św. Dymitra w Dytiatynie z 1924 roku
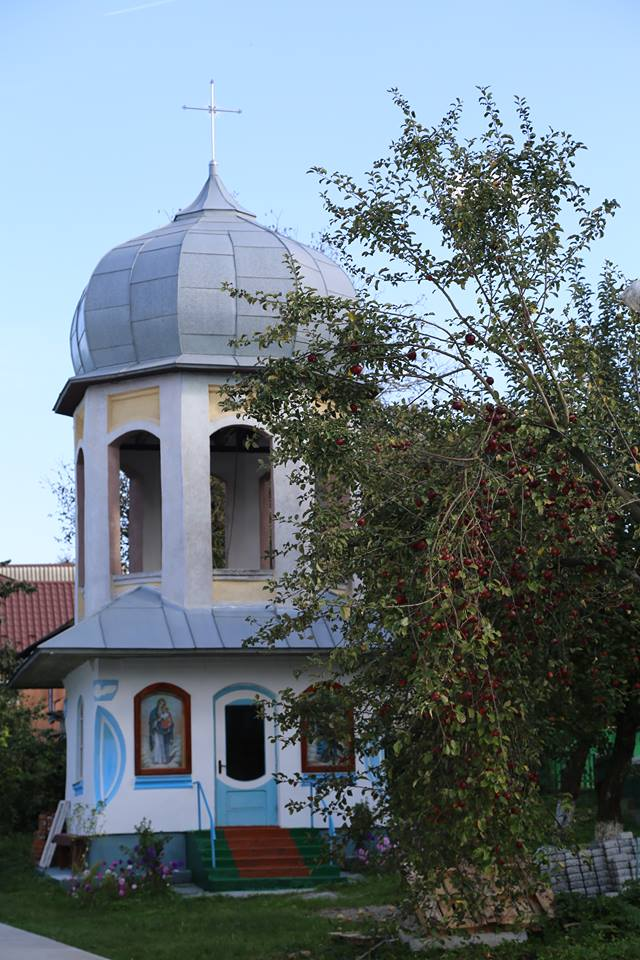
Dzwonnica przy cerkwi w Dytiatynie
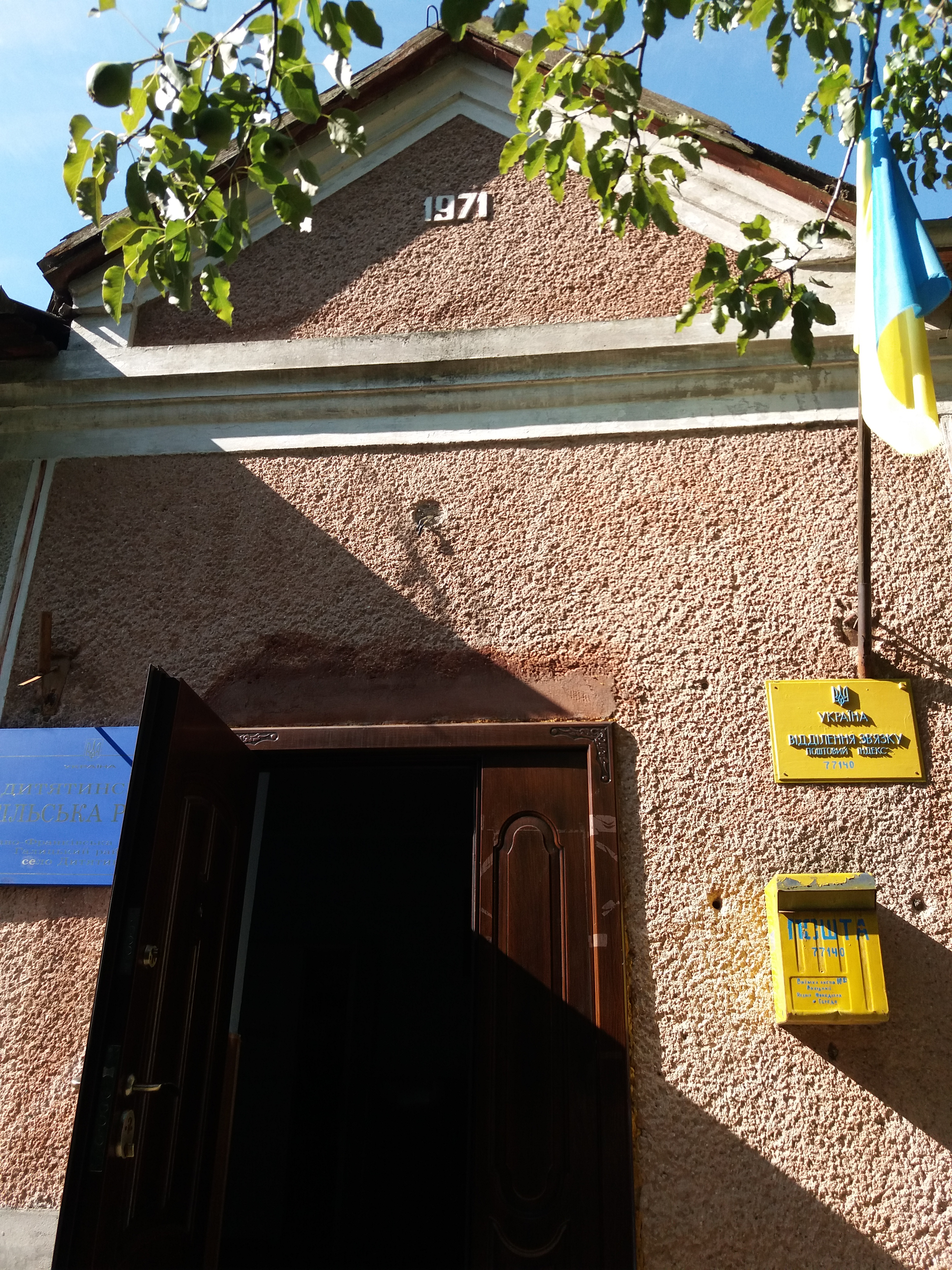
Budynek Rady Sołeckiej w Dytiatynie z 1971 roku
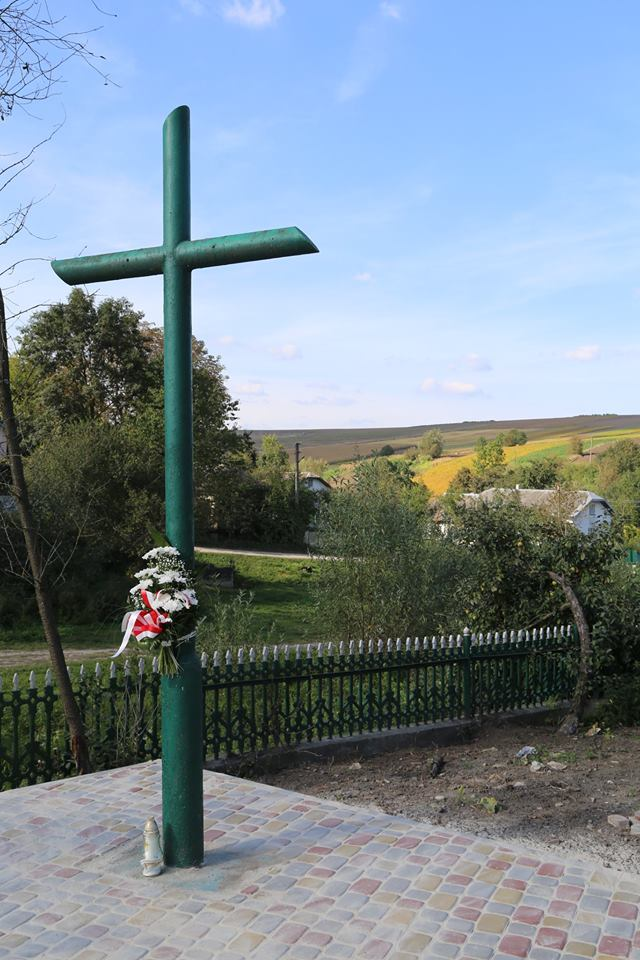
Oryginalny krzyż pamiątkowy z miejsca z bitwy, obecnie pod cerkwią w Dytiatynie
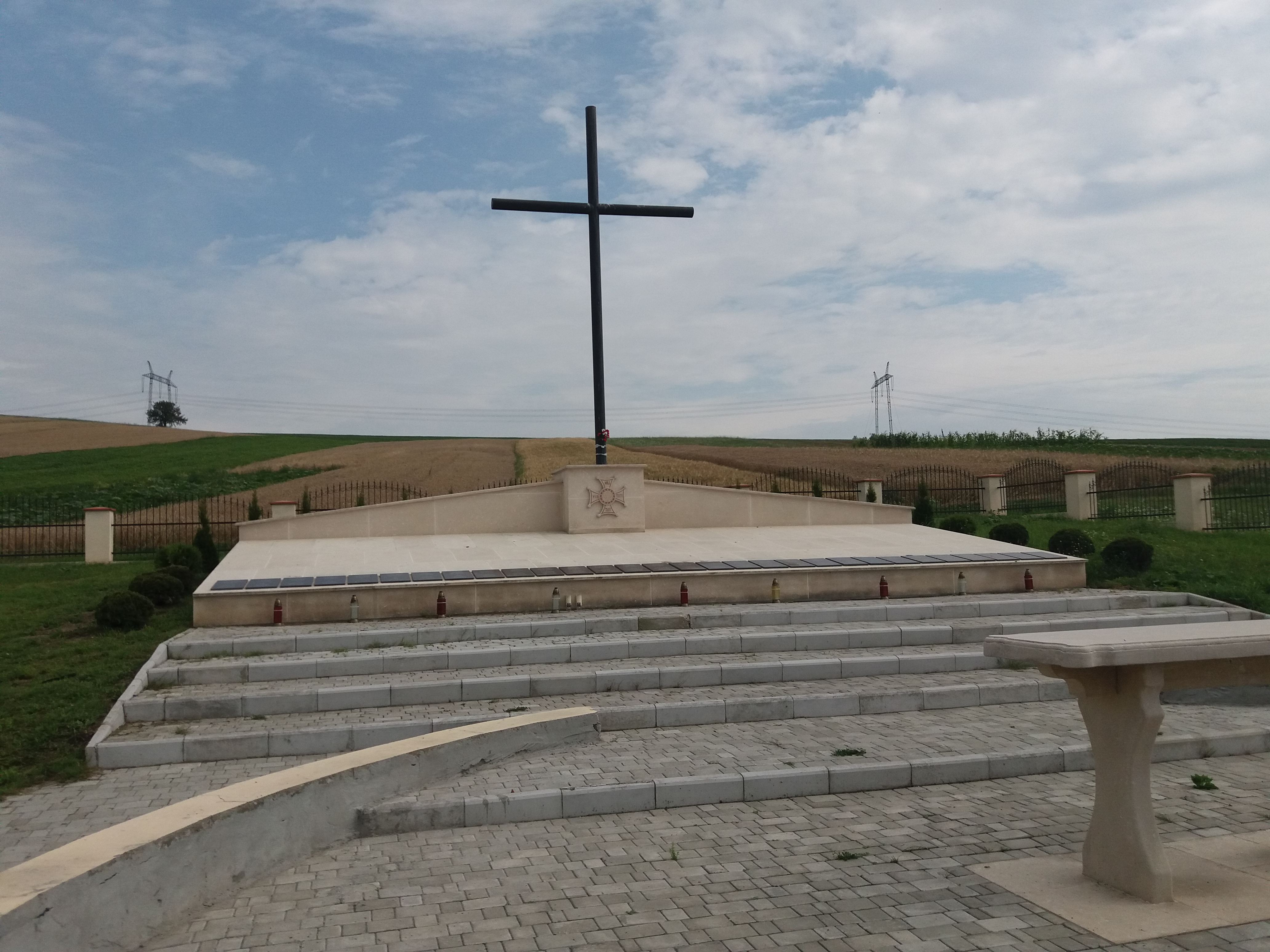
Polski cmentarz wojenny w Dytiatynie
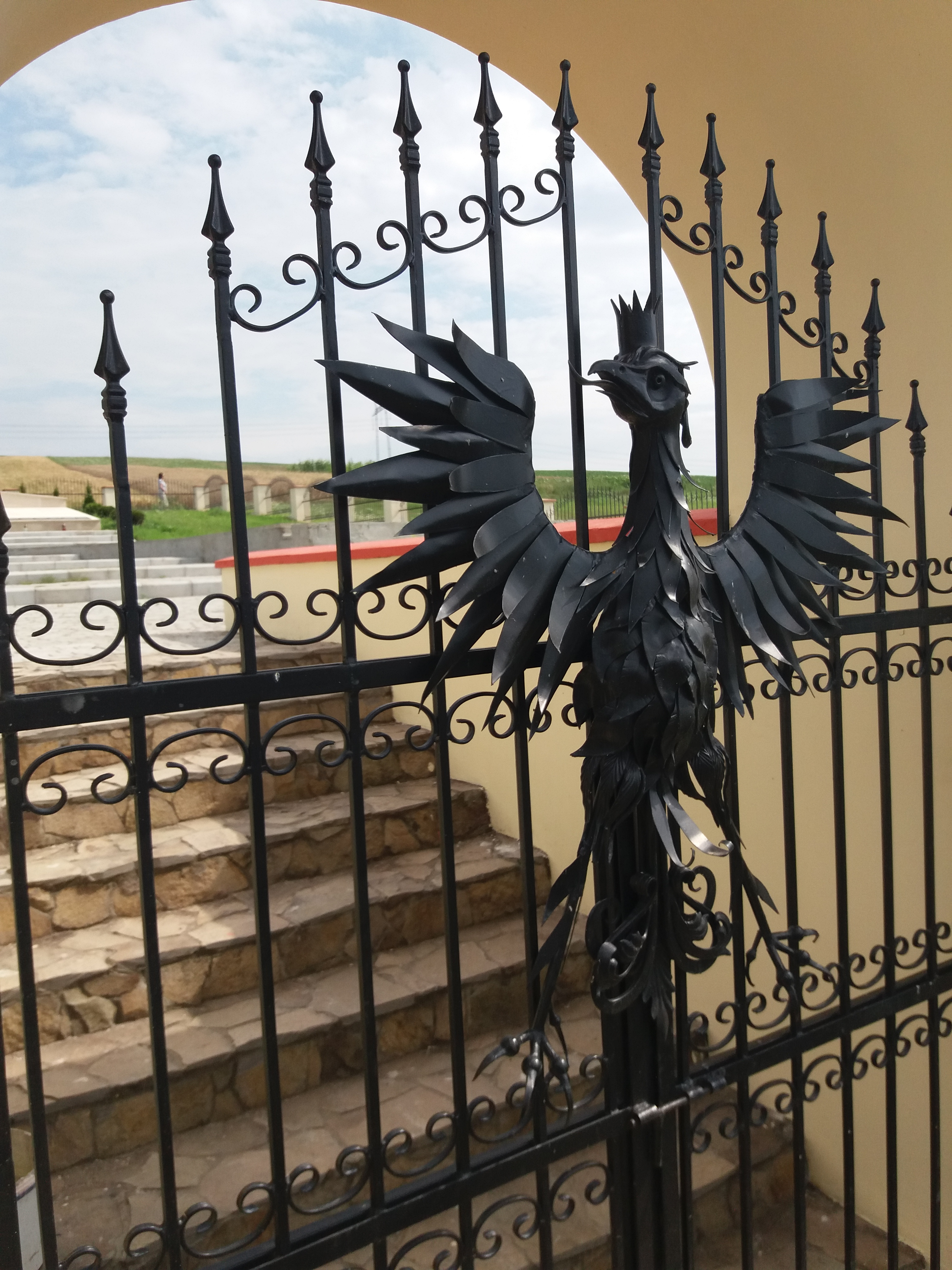
Brama cmentarza wojennego w Dytiatynie
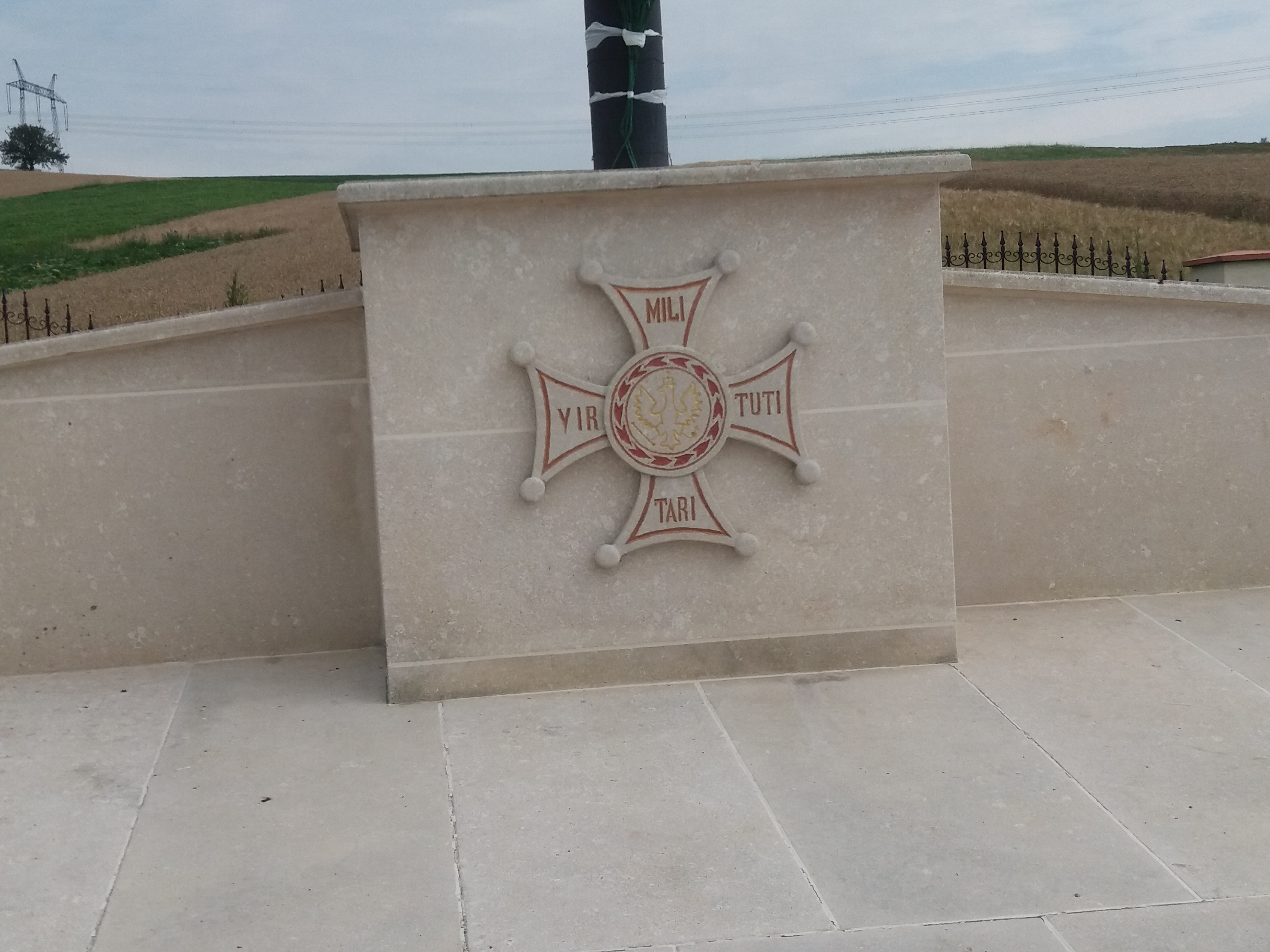
Krzyż Virtuti Militari wkomponowany w konstrukcję cmentarza
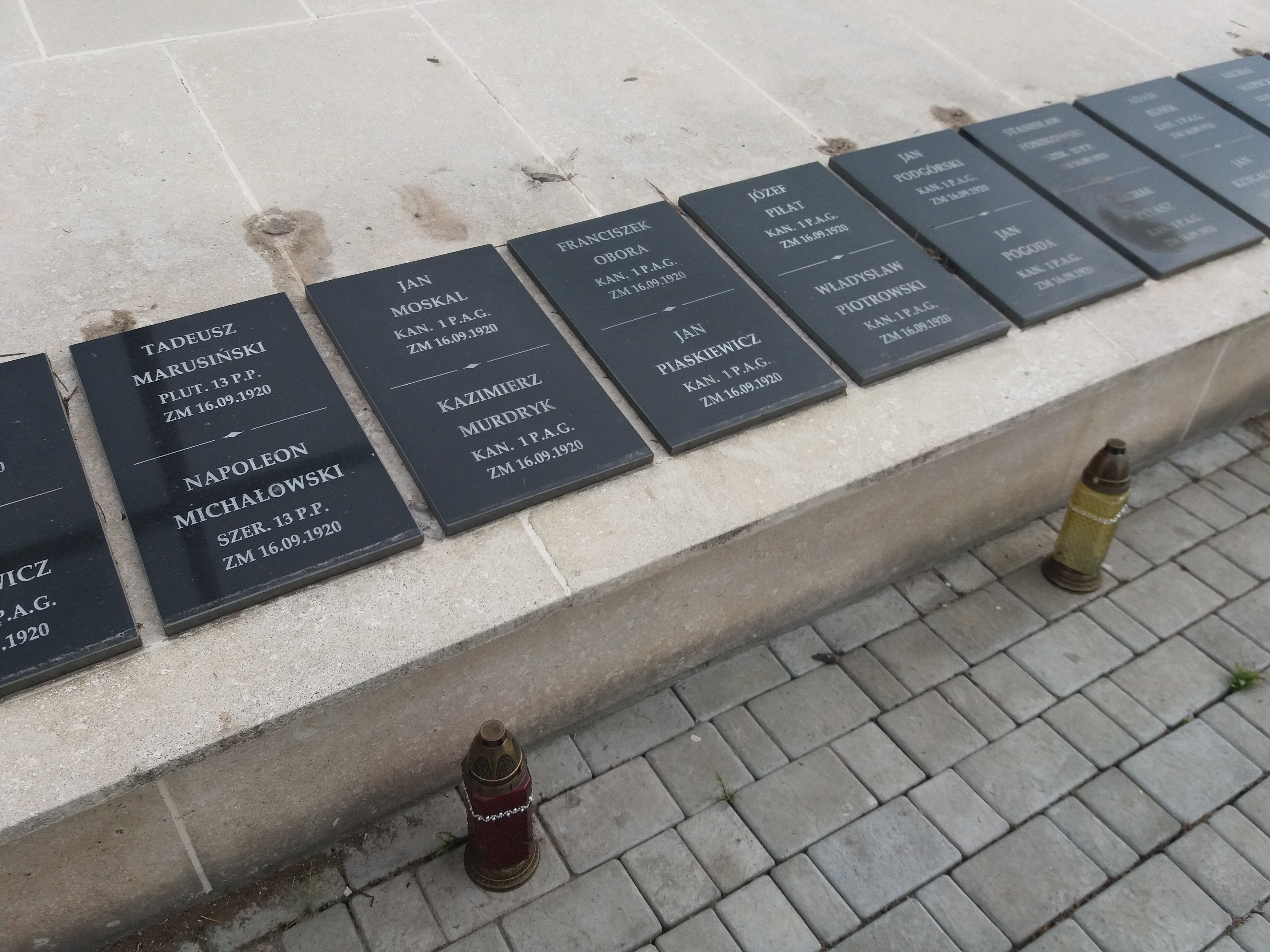
Tablice z nazwiskami poległych